# Sonny Kertoidjojo
Sonny Wagirin Kertoidjojo (Commewijne, 3 maart 1966) is een Surinaams politicus.
Hij studeerde van 1984 tot 1993 rechten aan de Anton de Kom Universiteit van Suriname waarna hij ging werken bij Finatrust. Na de parlementsverkiezingen van 1996 werd hij namens de Javaanse KTPI de minister van Binnenlandse Zaken onder president Jules Wijdenbosch. Hij was op dat moment dertig jaar oud,wat volgens de grondwet van 1975 de minimumleeftijd was (bij de grondwetsherziening van 1987 is die minimumeis komen te vervallen). Kertoidjojo was in die periode daarmee een van de jongste zo niet de jongste minister van Suriname ooit. In 2005 werd de toen 28-jarige Alice Amafo minister.
Eind 1999 moest zijn partijgenoot Robby Dragman voortijdig opstappen toen er sterke aanwijzingen waren van corruptie waarna Kertoidjojo diens functie erbij kreeg.
In 2005 werd bekend dat Willy Soemita zijn voorzitterschap van de KTPI wilde beëindigen waarna Kertoidjojo door Soemita gecoacht werd om hem op te gaan volgen. In 2007 besloot Kertoidjojo zich als kandidaat-voorzitter terug te trekken waarna de 71-jarige Soemita zich toch weer verkiesbaar stelde en uiteindelijk KTPI-voorzitter kon blijven.